# Пятиков, Сергей Стефанович
Сергей Стефанович Пятиков (13 марта 1956, Ростов-на-Дону — 21 ноября 1997) — советский и российский футболист, защитник и полузащитник.

## Биография
Воспитанник ростовского спортинтерната. С 1973 года играл за дубль ростовского СКА, в 1974 году дебютировал в основном составе клуба, сыграв по одному матчу в Кубке СССР и первой лиге. Дебютный матч в высшей лиге сыграл 21 июня 1975 года против московского «Торпедо», отыграв все 90 минут. До конца сезона принял участие в 10 матчах высшей лиги.
Весной 1976 года сыграл 4 матча в высшей лиге за московский «Локомотив». Летом того же года вернулся в Ростов, но играл за другую городскую команду — «Ростсельмаш» во второй лиге. Сезон 1977 года провёл в составе ленинградского «Динамо» в первой лиге, затем в течение полутора лет снова играл за «Ростсельмаш». Затем выступал за «Звезду» (Пермь) и «Турбину» (Набережные Челны).
После двухлетнего перерыва в 1985 году перешёл в «Спартак» (Орджоникидзе), а на следующий год снова выступал за «Ростсельмаш», проводивший дебютный сезон в первой лиге. Затем снова несколько лет не выступал в соревнованиях мастеров. В 1993 году вернулся в профессиональные соревнования, проведя два матча за ростовский «Источник».
Включён в символическую сборную игроков «Ростсельмаша» 1970-х годов по версии официального сайта клуба.
Скончался 21 ноября 1997 года на 42-м году жизни.